# Acanthogonatus juncal
Acanthogonatus juncal là một loài nhện trong họ Nemesiidae.
Acanthogonatus juncal được miêu tả năm 1995 bởi Goloboff.